# Saint-Nexans
Saint-Nexans (okzitanisch: Sent Naissent) ist eine Gemeinde mit 1.013 Einwohnern (Stand: 1. Januar 2022) im Département Dordogne im Südwesten Frankreichs in der Region Nouvelle-Aquitaine (vor 2016 Aquitanien). Saint-Nexans gehört zum Arrondissement Bergerac und zum Kanton Bergerac-2.

## Geographie
Saint-Nexans liegt im Süden des Départements Dordogne im Périgord. Das Gemeindegebiet wird vom Fluss Conne durchquert. Umgeben wird Saint-Nexans von den Nachbargemeinden Cours-de-Pile im Norden, Saint-Germain-et-Mons im Osten und Nordosten, Saint-Aubin-de-Lanquais im Osten und Südosten, Conne-de-Labarde im Süden, Colombier im Südwesten sowie Bergerac im Westen und Nordwesten.

## Bevölkerungsentwicklung
| 1962                       | 1968 | 1975 | 1982 | 1990 | 1999 | 2006 | 2017 |
| -------------------------- | ---- | ---- | ---- | ---- | ---- | ---- | ---- |
| 454                        | 475  | 538  | 664  | 772  | 802  | 845  | 967  |
| Quellen: Cassini und INSEE |      |      |      |      |      |      |      |

## Sehenswürdigkeiten
- Kirche Saint-Jean-Baptiste aus dem 12. Jahrhundert, Monument historique seit 1963

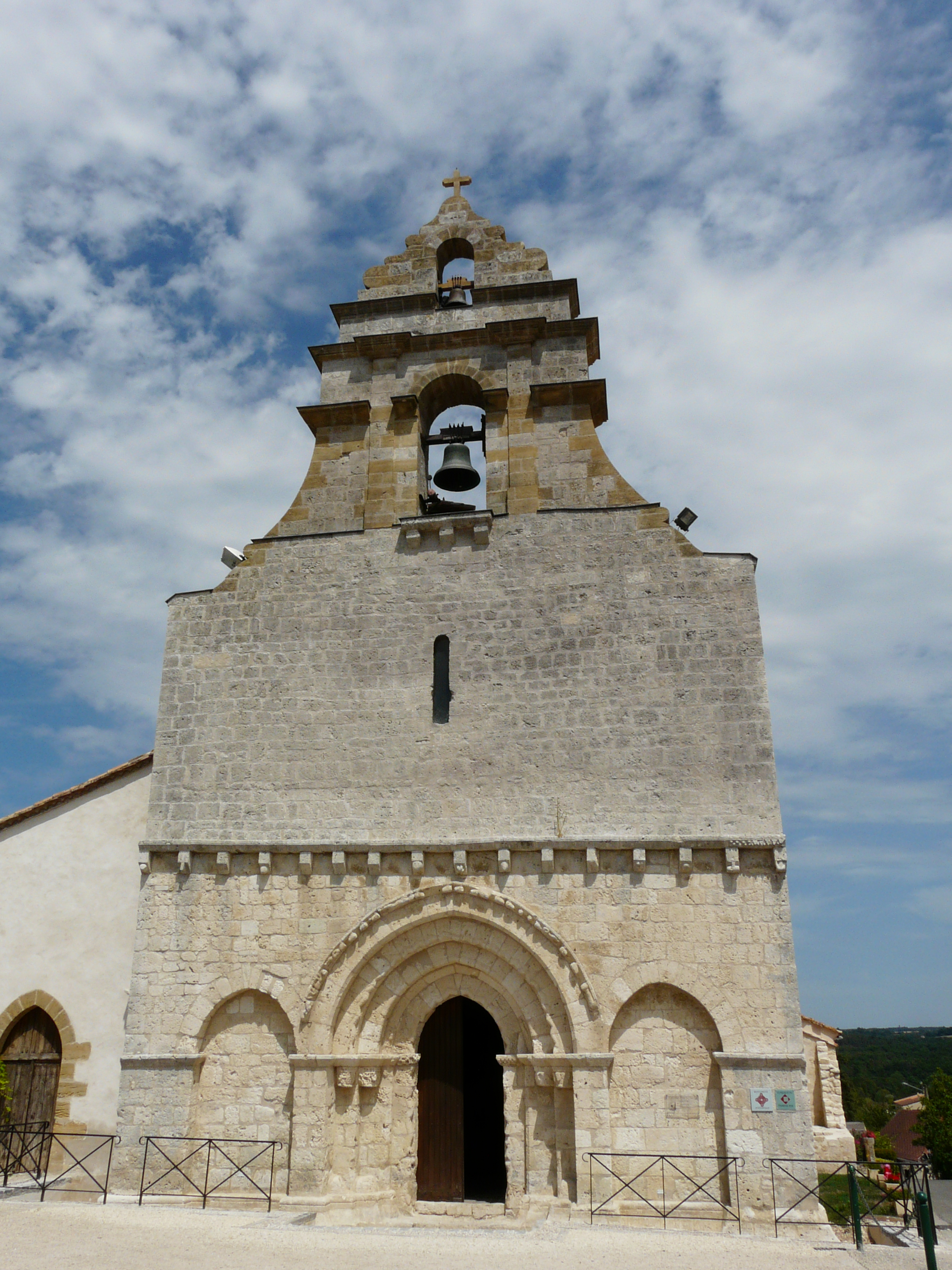
Kirche Saint-Jean-Baptiste